# 皮亞特拉鄉 (特列奧爾曼縣)
43°49′N 25°10′E / 43.817°N 25.167°E
皮亞特拉鄉（羅馬尼亞語：Comuna Piatra, Teleorman），是羅馬尼亞的鄉份，位於該國南部，由特列奧爾曼縣負責管轄，處於布加勒斯特以南100公里，每年平均降雨量955毫米，海拔高度41米，2007年人口3,492。